# Burg Volkenstorf

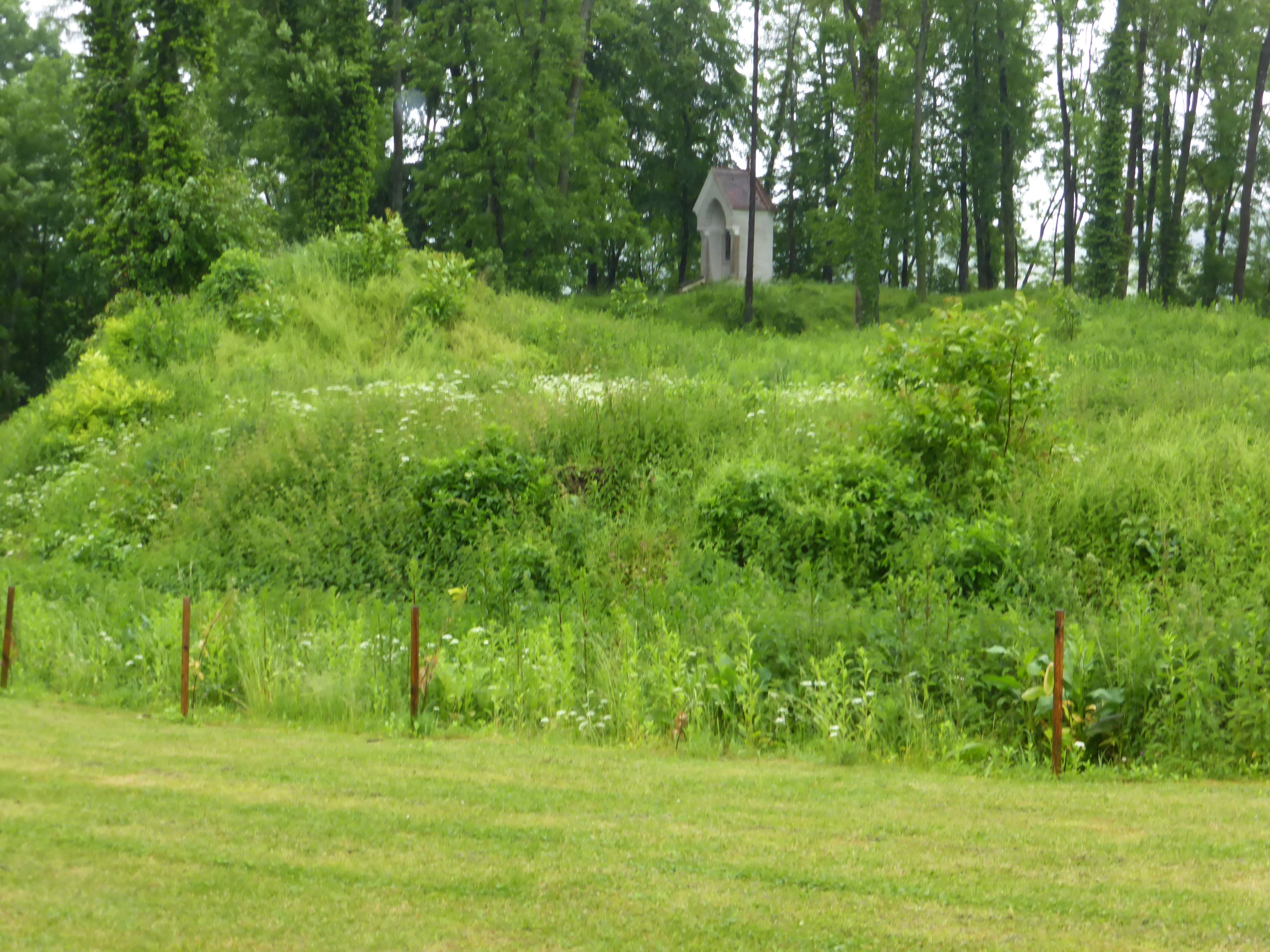
Lagestelle der Burg Volkenstorf mit Lourdes-Grotte

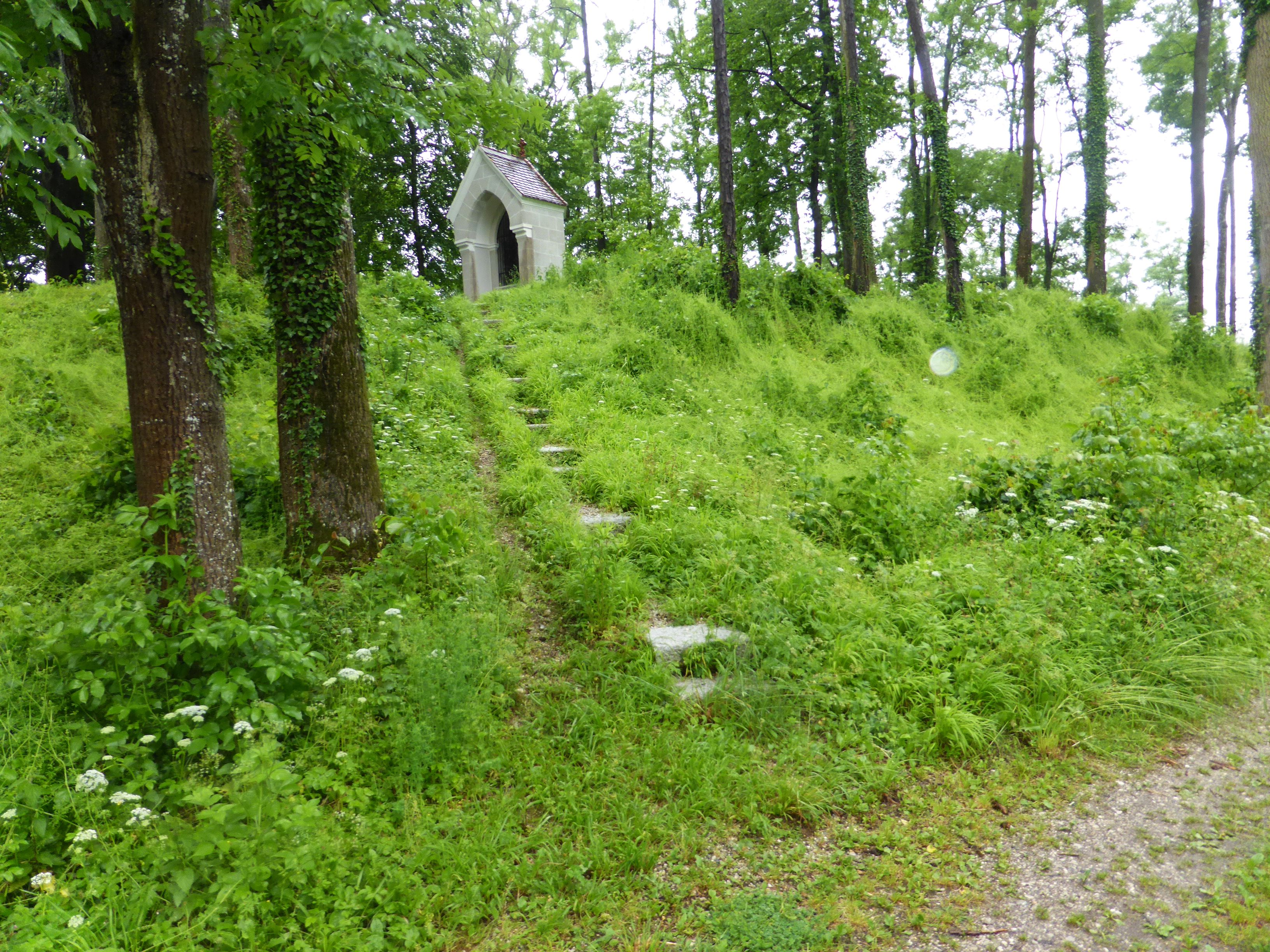
Kernwerk der Burg Volkenstorf

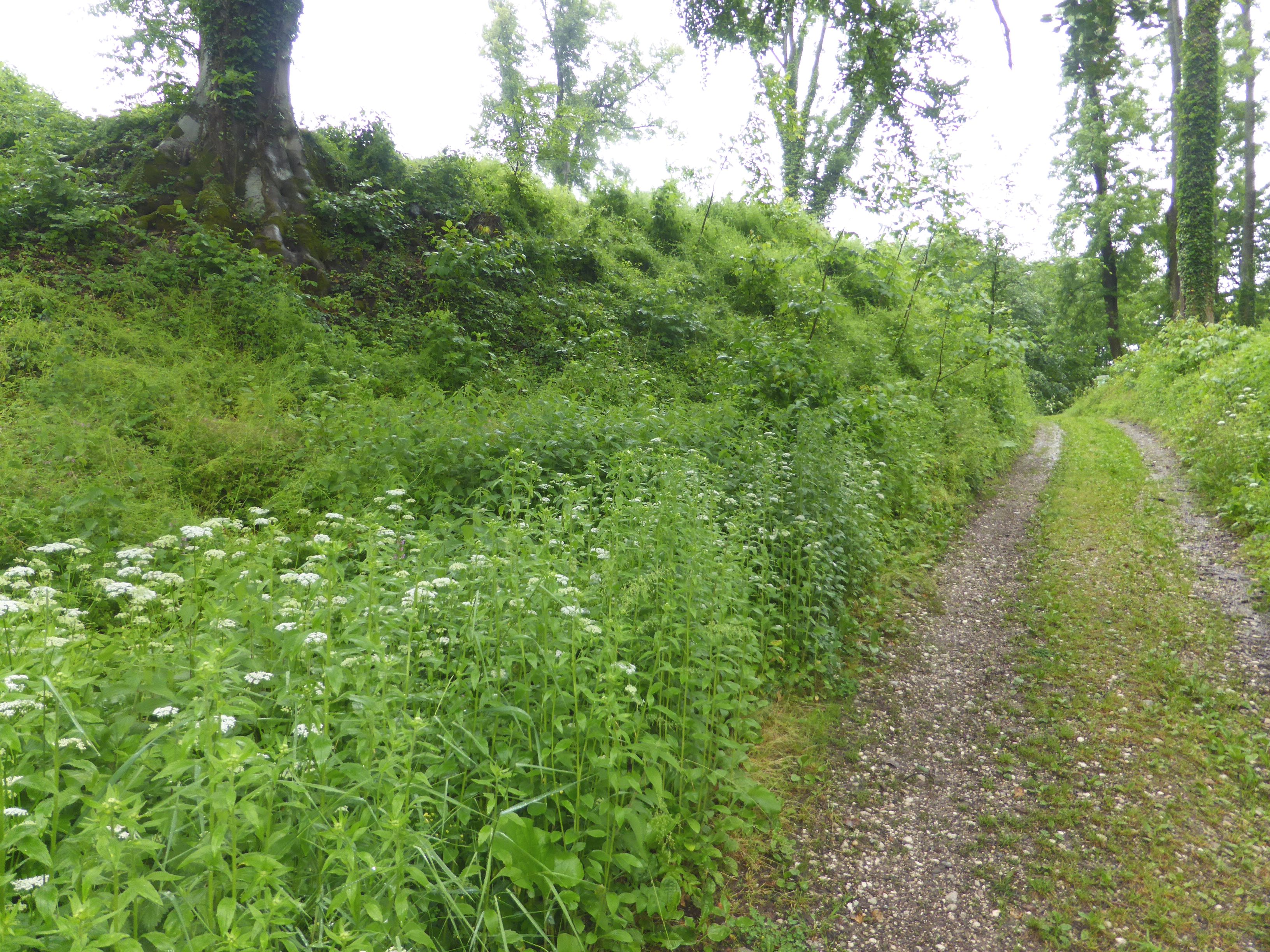
Lagestelle der Burg Volkersdorf – vermutetes Vorwerk

Die Reste der abgegangenen Burg Volkenstorf (auch Volckenstorf(f) oder Volkersdorf geschrieben) befinden sich in Tillysburg, einem Ortsteil der Gemeinde St. Florian im Bezirk Linz-Land in Oberösterreich. Die Anlage steht unter Denkmalschutz (Listeneintrag).

## Geschichte
Die Burganlage ist eine Gründung der Volkenstorfer, die im 12. Jahrhundert zuerst als Gleinker auftreten, dann aber nach der Schenkung ihrer dortigen Besitzungen für das Kloster Gleink sich um 1020 in Volkenstorf eine neue Burg bauten; ab 1151 nannten sie sich urkundlich nachweislich nach dieser Burg (de Volchenstorf). Ortolf II. von Volkensdorf ermordete zusammen mit Otto III. Rohr den landesfürstlichen Schreiber ob der Enns, Witiko von Prčice und Blankenberg, bei einem Streit im Speisesaal des Stiftes St. Florian. Beide mussten daraufhin das Land verlassen, ihre Burgen wurden 1256 dem Erdboden gleichgemacht und ihre Güter konfisziert. Die exilierten Volkensdorfer schlossen sich den Habsburgern an und nach dem Sieg Rudolfs von Habsburg über Ottokar II. Přemysl, wurden sie 1282 rehabilitiert, sie erhielten ihre Güter und auch das Landgericht (Blutbann) zwischen Enns und Traun wieder zurück. Im gleichen Jahr erhielt Heinrich I. von Volkensdorf von Albrecht von Habsburg die Erlaubnis, die Burg wieder aufzubauen (castrum meum volchensdorf, quod destructum fuerat, reedificem).
Möglicherweise gab es nach dem Wiederaufbau der Burg zwei solcher Anlagen, da in einer Urkunde von 1422 zwei Häuser Volkersdorf erwähnt werden. Dabei bekennt Saybolt von Volkersdorf, dass er seinem Bruder Wolfgang eine gewisse Menges Geldes schulde; dafür setzt er als Sicherheit das als Passauer Lehen geführte oberhaws zu volkennstorff und den pawhof dabei sowie ein Drittel am nidern haus zu volkennstorff mit dem hoff am ort daselbs ein. Möglicherweise haben aber das Oberhaus und das Niederhaus nahe beieinander gelegen. 1558 sind der Meierhof und möglicherweise auch die Burg durch einen Brand in Mitleidenschaft gezogen worden.
Eine Linie dieses Adelsgeschlechts verblieb bis 1610 im Besitz der Burg. Die Witwe des letzten Volkerstorfer musste aber, da ihr verstorbener Gatte Protestant war, ihren Besitz 1629/1630 an Graf Werner t‘Serklaes von Tilly, einen Neffe des Feldherrn Johann T’Serclaes von Tilly, verkaufen. Er ließ die frühere Burg Volkenstorf abbrechen und errichtete zwischen 1633 und 1645 unter Verwendung des Abbruchmaterials der Burg das neue Schloss Tillysburg.

## Burg Volkerstorf heute
Die Lagestelle der Burg war lange Zeit ungewiss. In der älteren Literatur wurde sie in der Nähe des Weilers Volkersdorf in der Katastralgemeinde Volkersdorf (Gemeinde Enns) als „Wasserburg“ lokalisiert. Diese Verortung wurde aber seit längerem problematisiert. 2011 wurde durch Begehungen von Christian K. Steingruber auf der Hochfläche südlich der Tillysburg die tatsächliche Lagestelle der Burg Volkersdorf entdeckt. Die Anlage liegt etwa 200 m südlich der Tylliyburg. Es handelt sich um zwei Kegelstümpfe von etwa 30 bzw. 50 m Durchmesser, die das Haupt- und Vorwerk getragen haben dürften; ein weiteres kleines, halbrundes Plateau ist wenige Meter südlich zu erkennen, das möglicherweise ebenfalls dazu gehört hat. Auf dem Kernwerk steht heute eine Kapelle aus der Neuzeit, die sogenannte Lourdes-Grotte (1904 errichtet). Im Frühjahr 2012 wurde der Ort von Archäologen des Bundesdenkmalamtes und der Oberösterreichische Landesmuseen vermessen sowie mittels Bodenradar und Geomagnetik abgetastet. Dabei wurde die Vermutung bestätigt, dass es sich bei den Rudimenten um die tatsächliche Lagestelle der Burg Volkenstorff handelt.

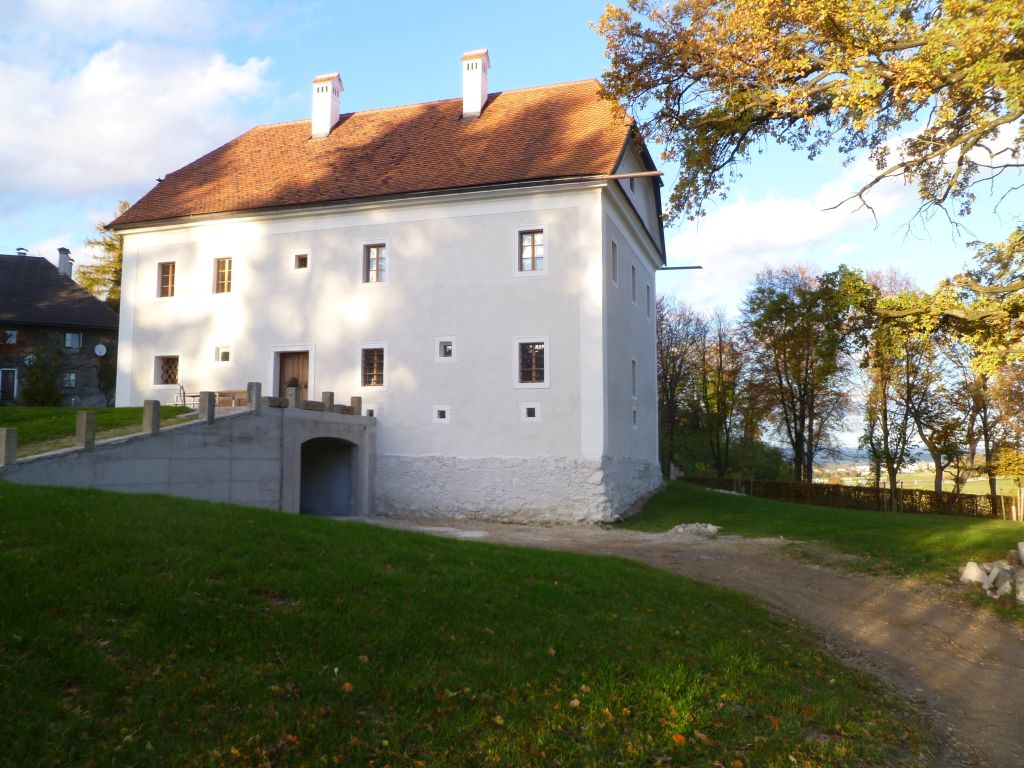
Gerichtsgebäude südlich der Tillysburg

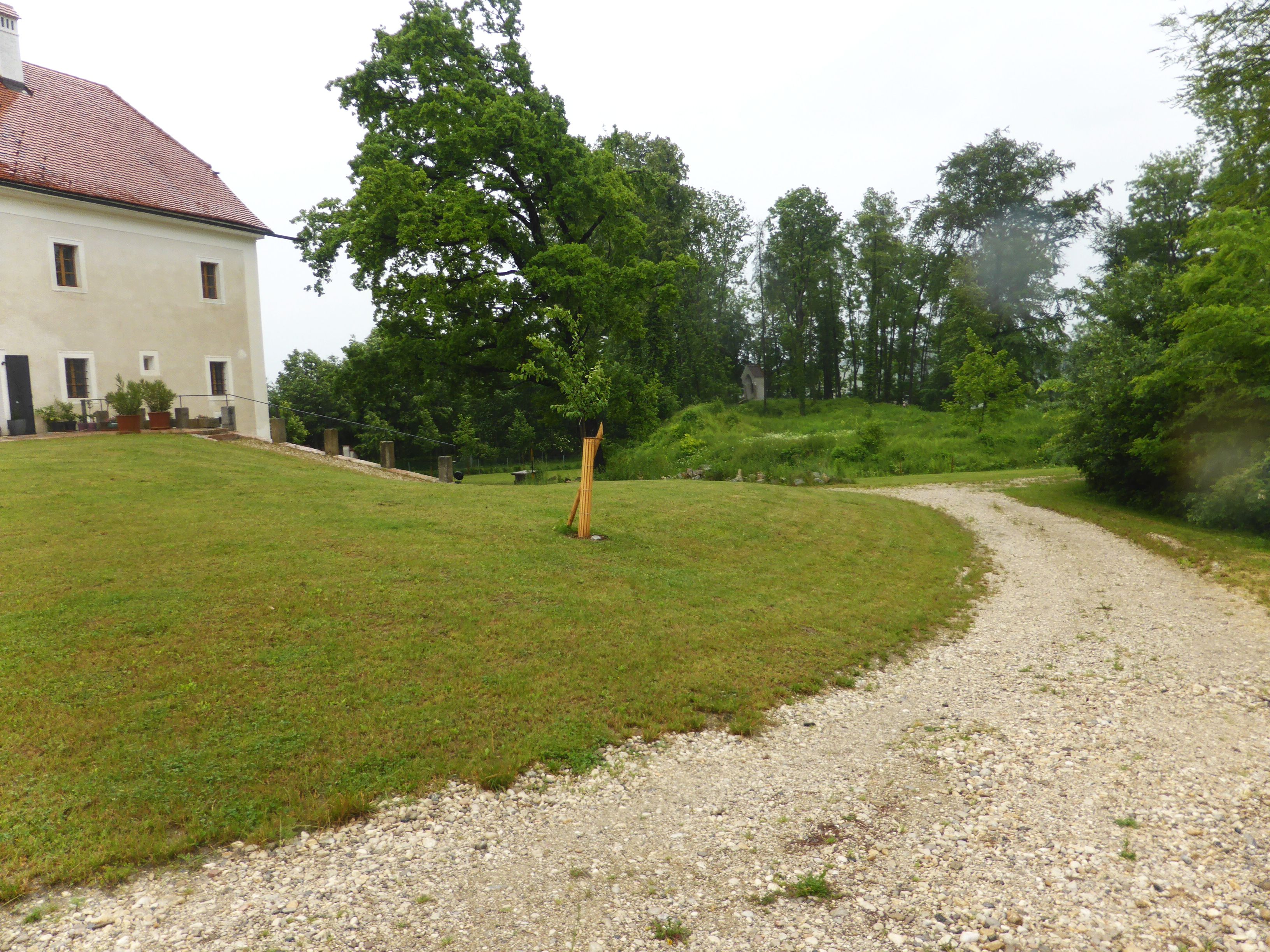
Lagestelle der Burg Volkersdorf mit Gerichtsgebäude der Tillysburg

Grundbesitzer der Anlage ist Georg Spiegelfeld-Schneeburg, Eigentümer von Schloss Tillysburg und Schloss Schlüßlberg, der die Untersuchungen unter Leitung der Mittelalterarchäologin Christina Schmid wohlwollend unterstützt hat.